# Euphaedra simplex
Euphaedra simplex är en fjärilsart som beskrevs av Jacques Hecq 1980. Euphaedra simplex ingår i släktet Euphaedra och familjen praktfjärilar. Inga underarter finns listade i Catalogue of Life.